# 穿長靴的小貓
《穿長靴的小貓》（英語：The Tale of Kitty-in-Boots）是英國童書作家碧雅翠絲·波特的遺作，於2016年出版，書中插圖由昆丁·布雷克繪製。
故事主角是一隻名叫聖昆丁·凱薩琳小姐（凱蒂）的黑貓，牠過著不為主人所知的雙重生活，每到晚上都會偷溜出去用空氣槍打老鼠等小動物，另一隻名叫眨眼喵的黑貓替代牠在家裡；一次凱薩琳小姐在外打到一隻鼬貂，隨之引出一堆麻煩事。

## 背景
碧雅翠絲·波特於1914年將《穿長靴的小貓》的手稿寄給出版商，但因第一次世界大戰爆發，以及波特成婚等因素，她生前都一直未能出版這部作品。
直到2013年，企鵝藍燈書屋童書部出版人喬·漢克才在維多利亞與艾伯特博物館發現了包含波特所繪插圖的手稿。2015年，企鵝藍燈書屋邀請到著名插畫家昆丁·布雷克來協助繪製插圖，布雷克依據波特一百年多年前留下的草圖完成了該作的插圖。《穿長靴的小貓》於2016年9月1日出版，以紀念波特誕辰150週年。

## 評價
發現手稿的企鵝藍燈書屋童書部出版人喬·漢克認為《穿長靴的小貓》「是波特最好的故事」。而負責配圖的插畫家昆丁·布雷克則表示：「我很喜歡這個故事，小黑猫非常淘氣，故事内容也给人意外的感覺。」